# James Taylor
James Vernon Taylor (n. 12 martie 1948) este un cântăreț, compozitor și chitarist american. Câștigător a șase premii Grammy, a fost inclus în Rock and Roll Hall of Fame în 2000. Taylor este unul dintre cei mai bine vânduți artiști muzicali din toate timpurile, cu peste 100 de milioane de discuri vândute în întreaga lume. Taylor este cunoscut pentru cover-urile sale, cum ar fi „How Sweet It Is (To Be Loved by You)” și „Handy Man”, precum și pentru piese originale, cum ar fi „Sweet Baby James”. Artistul a interpretat rolul principal în filmul lui Monte Hellman, Two-Lane Blacktop (1971).
O figură emblematică a folk rock-ului american, Taylor a fost clasat de revista Rolling Stone pe locul 69 în topul celor mai mari compozitori ai tuturor timpurilor, și pe locul 84 în lista celor mai mari artiști.

## Tinerețea
James Vernon Taylor s-a născut la Spitalul General Massachusetts din Boston, pe 12 martie 1948. Tatăl său, Isaac M. Taylor, lucra ca medic rezident la spital și provenea dintr-o familie bogată din sud. Taylor are origini englezești și scoțiene din familia Taylor a regiunii Montrose; printre strămoșii săi se numără Edmund Rice, un colonist englez care a co-fondat orașul Sudbury din Massachusetts. Mama sa, Gertrude (născută Woodard; 1921-2015), a studiat canto cu Marie Sundelius la Conservatorul de Muzică din New England, și a fost o cântăreață de operă aspirantă înainte de a se căsători cu Isaac în 1946.
Taylor este fratele mai mic al muzicianului Alex Taylor (1947-1993), și fratele mai mare al muzicienilor Kate Taylor (născută în 1949) și Livingston Taylor (născut în 1950). Cel mai tânăr frate al său, Hugh (născut în 1952), a fost, de asemenea, muzician.
În copilărie, Taylor a luat lecții de violoncel, în Carolina de Nord, înainte de a învăța chitara, în 1960. Stilul său a evoluat, fiind influențat de imnuri, colinde și de muzica lui Woody Guthrie. Petrecând vacanțele de vară cu familia sa la Martha's Vineyard, l-a cunoscut pe Danny Kortchmar, un chitarist adolescent aspirant din Larchmont, New York. Cei doi au început să asculte și să cânte împreună muzică blues și folk, iar Kortchmar a simțit că Taylor cânta având un „simț natural al frazării, fiecare silabă fiind minunat sincronizată. Știam că James are acel ceva”. Taylor a scris primul său cântec la 14 ani. Până în vara anului 1963, el și Kortchmar au cântat în cafenelele din Vineyard, sub numele de „Jamie & Kootch”.

## Cariera
La îndemnul lui Kortchmar, Taylor a format o trupă. Cei doi l-au recrutat pe Joel O'Brien, fost membru al trupei King Bees a lui Kortchmar, pentru a cânta la tobe, și pe prietenul din copilărie al lui Taylor, Zachary Wiesner (fiul academicianului Jerome Wiesner), pentru a cânta la bas. După ce Taylor a respins ideea de a numi grupul după el, ei s-au numit Flying Machine. Au cântat compoziții scrise de Taylor, cum ar fi „Knocking 'Round the Zoo”, „Don't Talk Now” și „The Blues Is Just a Bad Dream”. În alte câteva cântece, Taylor își romantiza viața, dar era măcinat de îndoieli de sine. Până în vara anului 1966, cântau în mod regulat la Night Owl Cafe din Greenwich Village, cu mare vizibilitate, alături de trupe precum Turtles și Lothar and the Hand People.
Taylor a decis să încerce să fie un artist solo, cu o schimbare de peisaj. La sfârșitul anului 1967, finanțat de o mică moștenire de familie, s-a mutat la Londra, locuind în diverse zone: Notting Hill, Belgravia și Chelsea. După ce a înregistrat câteva demo-uri în Soho, prietenul său, Kortchmar, i-a oferit următoarea mare șansă. Kortchmar s-a folosit de asocierea sa cu trupa King Bees (care deschise pentru grupul Peter & Gordon), pentru a-l pune pe Taylor în legătură cu Peter Asher. Asher era șeful A&R al Apple Records, casa de discuri nou înființată a trupei Beatles. Taylor i-a dat lui Asher o casetă demo cu melodii, inclusiv „Something in the Way She Moves”. Acesta a ascultat-o în prezența lui Paul McCartney și George Harrison. McCartney își amintește prima sa impresie: „Pur și simplu i-am auzit vocea și chitara, și am crezut că este grozav”. Taylor a devenit primul artist non-britanic semnat la Apple, și l-a creditat pe Asher pentru lansarea carierei sale de cântăreț.
Apple a lansat albumul său de debut, James Taylor, în decembrie 1968 în Marea Britanie, și în februarie 1969, în SUA. Recepția critică a fost în general pozitivă, inclusiv o recenzie elogioasă în Rolling Stone din partea lui Jon Landau, care a spus că „acest album este cea mai intensă gură de aer proaspăt pe care am inhalat-o în mult timp. M-a dat gata”.

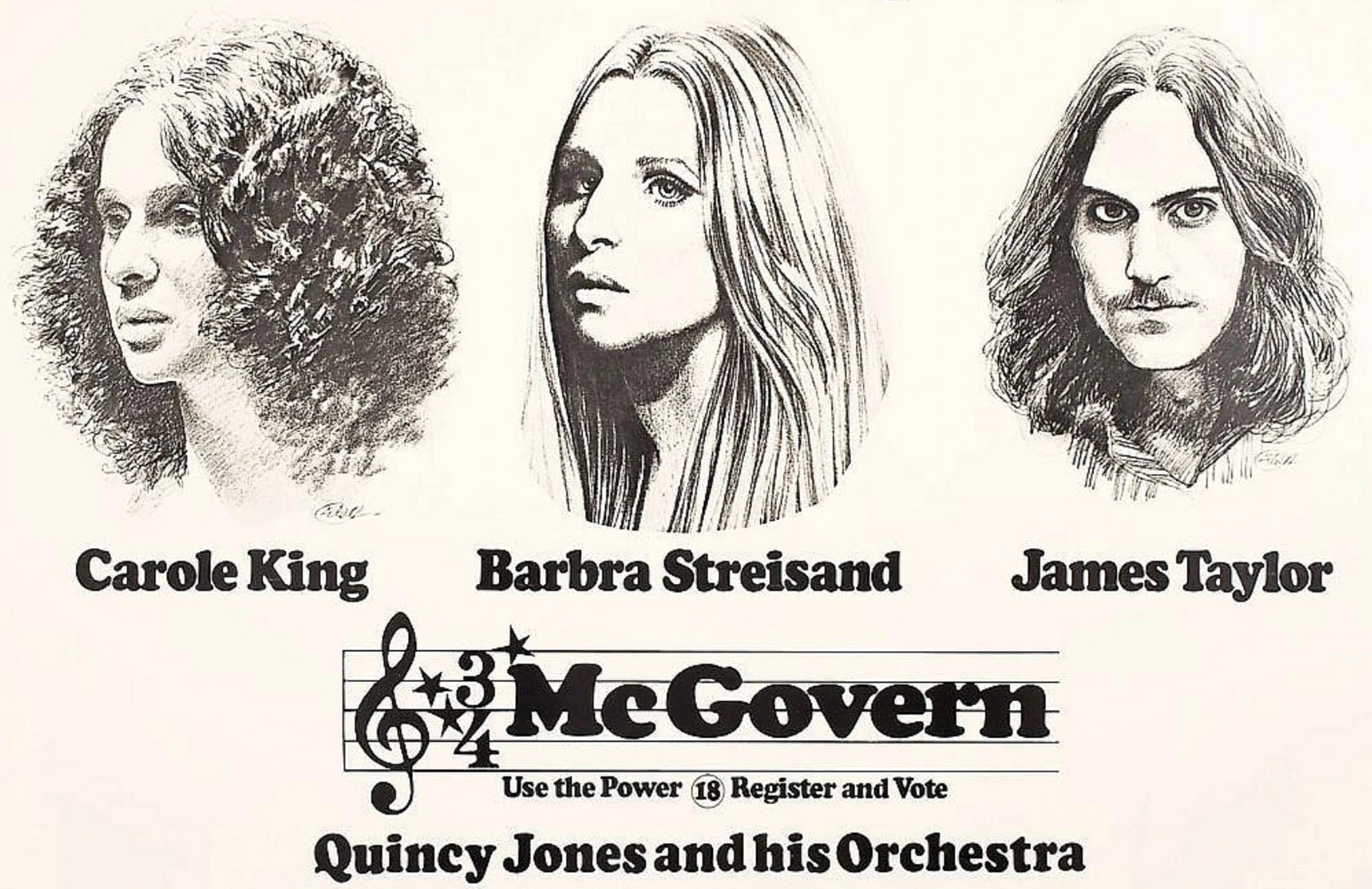
Afiș de concert pentru Carole King, Barbra Streisand și James Taylor, 1972

Urmează ca Taylor să se mute în California, păstrându-l pe Asher ca manager și producător de discuri. În decembrie 1969, artistul a ținut sesiunile de înregistrare pentru cel de-al doilea album al său. Intitulat Sweet Baby James, și realizat cu participarea lui Carole King, albumul a fost lansat în februarie 1970, și a reprezentat un succes pentru Taylor, atât din punct de vedere critic, cât și al vânzărilor, fiind susținut de single-ul „Fire and Rain”. Cântecul vorbea despre experiențele lui Taylor în încercarea de a scăpa de dependența de droguri, urmând un tratament în instituții psihiatrice, și despre sinuciderea prietenei sale, Suzanne Schnerr. Atât albumul, cât și single-ul au ajuns pe locul 3 în topurile Billboard, iar Sweet Baby James s-a vândut în peste 1,5 milioane de exemplare în primul an, și, în cele din urmă, în peste 3 milioane numai în Statele Unite. Sweet Baby James a fost primit la vremea sa ca o capodoperă folk rock, un album care a prezentat talentele lui Taylor publicului larg, marcând o direcție pe care acesta avea să o ia în anii următori. A obținut mai multe nominalizări la premiile Grammy, inclusiv una pentru albumul anului. A ajuns pe locul 103 în topul celor mai bune 500 de albume ale tuturor timpurilor realizat de Rolling Stone în 2003, iar „Fire and Rain” a fost inclusă pe locul 227 în topul celor mai bune 500 de cântece ale tuturor timpurilor realizat de Rolling Stone în 2004.
Lansat în aprilie 1971, Mud Slide Slim and the Blue Horizon a fost, de asemenea, apreciat de critici, și conținea cel mai important single al lui Taylor în SUA, o versiune a noii piese a lui Carole King, „You've Got a Friend” (care a fost acompaniată vocal de Joni Mitchell). Albumul a ajuns pe locul 2 în clasamentul albumelor, care va fi cea mai înaltă poziție ocupată vreodată de Taylor până la lansarea albumului său din 2015, Before This World, care a ajuns pe locul 1, detronând-o pe Taylor Swift. La începutul anului 1972, Taylor a câștigat primul său premiu Grammy, pentru cea mai bună interpretare vocală pop masculină, pentru „You've Got a Friend”; King a câștigat, de asemenea, și premiul Song of the Year pentru același cântec în cadrul acelei ceremonii. Albumul a ajuns să se vândă în 2,5 milioane de exemplare în Statele Unite.
Odată cu încheierea contractului lui Taylor cu casa de discuri Warner Bros., în noiembrie, aceasta a lansat Greatest Hits, albumul care cuprindea cele mai bune lucrări ale artistului între 1970 și 1976. Cu timpul, acesta a devenit cel mai bine vândut album al său. A fost certificat 11× Platină în SUA, a obținut o certificare Diamond din partea RIAA și, în cele din urmă, s-a vândut în aproape 20 de milioane de exemplare în întreaga lume.

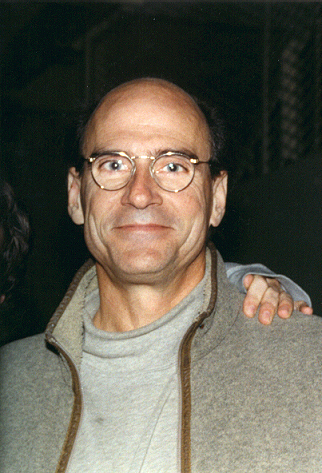
James Taylor în 1999

În 1997, după șase ani de la ultimul său album de studio, Taylor a lansat Hourglass, un album introspectiv care i-a adus cele mai bune recenzii critice din ultimii aproape douăzeci de ani. Albumul s-a axat în mare parte pe trecutul tulbure al lui Taylor și pe familia sa. „Jump Up Behind Me” a adus un omagiu tatălui său după zilele de la The Flying Machine, și lungului drum de la New York City înapoi la casa sa din Chapel Hill. „Enough To Be on Your Way” a fost inspirată de moartea cauzată de alcoolism a fratelui său, Alex, la începutul deceniului. Temele au fost inspirate și de divorțul dintre Taylor și Walker, care a avut loc în 1996. Criticii au îmbrățișat subiectele întunecate de pe album, iar Hourglass a fost un succes comercial, ajungând pe locul 9 în Billboard 200 (primul album de Top 10 al lui Taylor în șaisprezece ani). De asemenea, albumul i-a oferit lui Taylor un premiu Grammy, atunci când a fost onorat cu premiul pentru cel mai bun album pop.
În perioada 19-21 octombrie 2008, Taylor a susținut o serie de concerte gratuite în cinci orașe din Carolina de Nord pentru a susține candidatura prezidențială a lui Barack Obama. Duminică, 18 ianuarie 2009, a cântat la We Are One: The Obama Inaugural Celebration la Lincoln Memorial, cântând „Shower the People” alături de John Legend și Jennifer Nettles de la Sugarland. Pe 29 mai 2009, Taylor a cântat în ultimul episod al ediției originale de 17 ani a emisiunii The Tonight Show with Jay Leno.
La 8 septembrie 2009, Taylor și-a făcut apariția la festivitatea de lansare a celui de-al 24-lea sezon al The Oprah Winfrey Show pe Michigan Avenue din Chicago.

## Viața personală

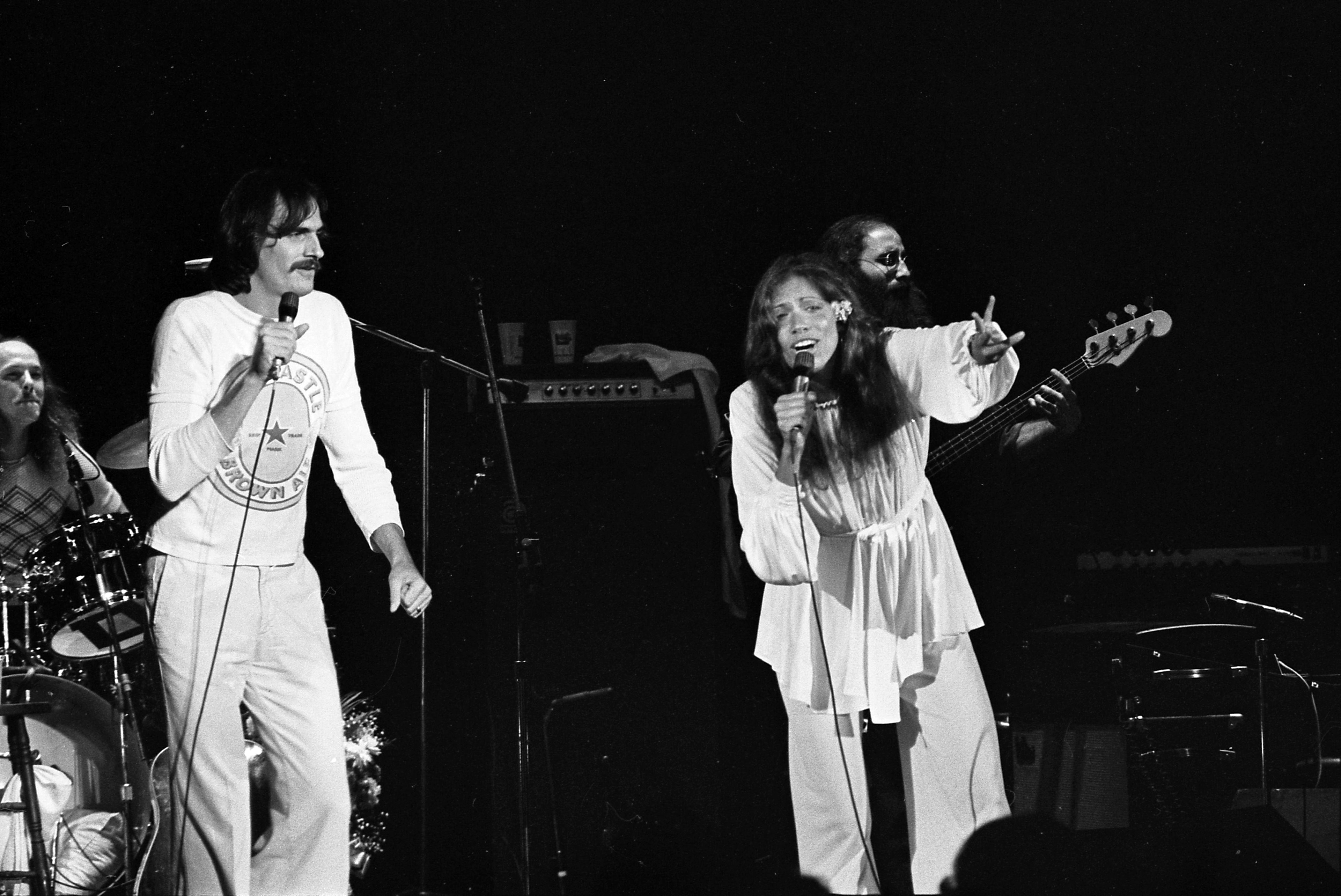
James Taylor și Carly Simon în 1975

Taylor s-a căsătorit cu cântăreața Carly Simon în noiembrie 1972, în cadrul unei ceremonii restrânse în apartamentul din New York al lui Simon. Taylor avea 24 de ani, iar Simon 29 de ani; au divorțat în 1983. Copiii lor, Sally și Ben, sunt, de asemenea, muzicieni. Taylor s-a căsătorit cu actrița Kathryn Walker la Catedrala St. John the Divine pe 14 decembrie 1985. Deși aceasta l-a ajutat să lupte împotriva dependenței sale de heroină, cei doi au divorțat în 1996.
În 1995, Taylor a început să se întâlnească cu Caroline „Kim” Smedvig, directorul de relații publice și marketing al Orchestrei Simfonice din Boston. S-au cunoscut când el a cântat cu John Williams și Orchestra Boston Pops. S-au căsătorit la Biserica Episcopală Emmanuel din Boston pe 18 februarie 2001. O parte din relația lor a fost prelucrată în albumul October Road, mai exact în cântecele „On the 4th of July” și „Caroline I See You”. După nașterea fiilor lor gemeni, Rufus și Henry, în aprilie 2001, s-au stabilit în Lenox, Massachusetts. Fiul Henry a făcut un turneu ca backing vocalist cu tatăl său în 2021.

## Discografie

### Albume de studio
- James Taylor (1968)
- Sweet Baby James (1970)
- Mud Slide Slim and the Blue Horizon (1971)
- One Man Dog (1972)
- Walking Man (1974)
- Gorilla (1975)
- In the Pocket (1976)
- JT (1977)
- Flag (1979)
- Dad Loves His Work (1981)
- That's Why I'm Here (1985)
- Never Die Young (1988)
- New Moon Shine (1991)
- Hourglass (1997)
- October Road (2002)
- A Christmas Album (2004)
- James Taylor at Christmas (2006)
- Covers (2008)
- Before This World (2015)
- American Standard (2020)[45]